# Boris Mikhaylovich Kustodiev
Boris Mikhaylovich Kustodiev (tiếng Nga: Бори́с Миха́йлович Кусто́диев; 23/02/1878 - 28/05/1927) là một họa sĩ và người thiết kế sân khấu người Nga.

## Sự nghiệp

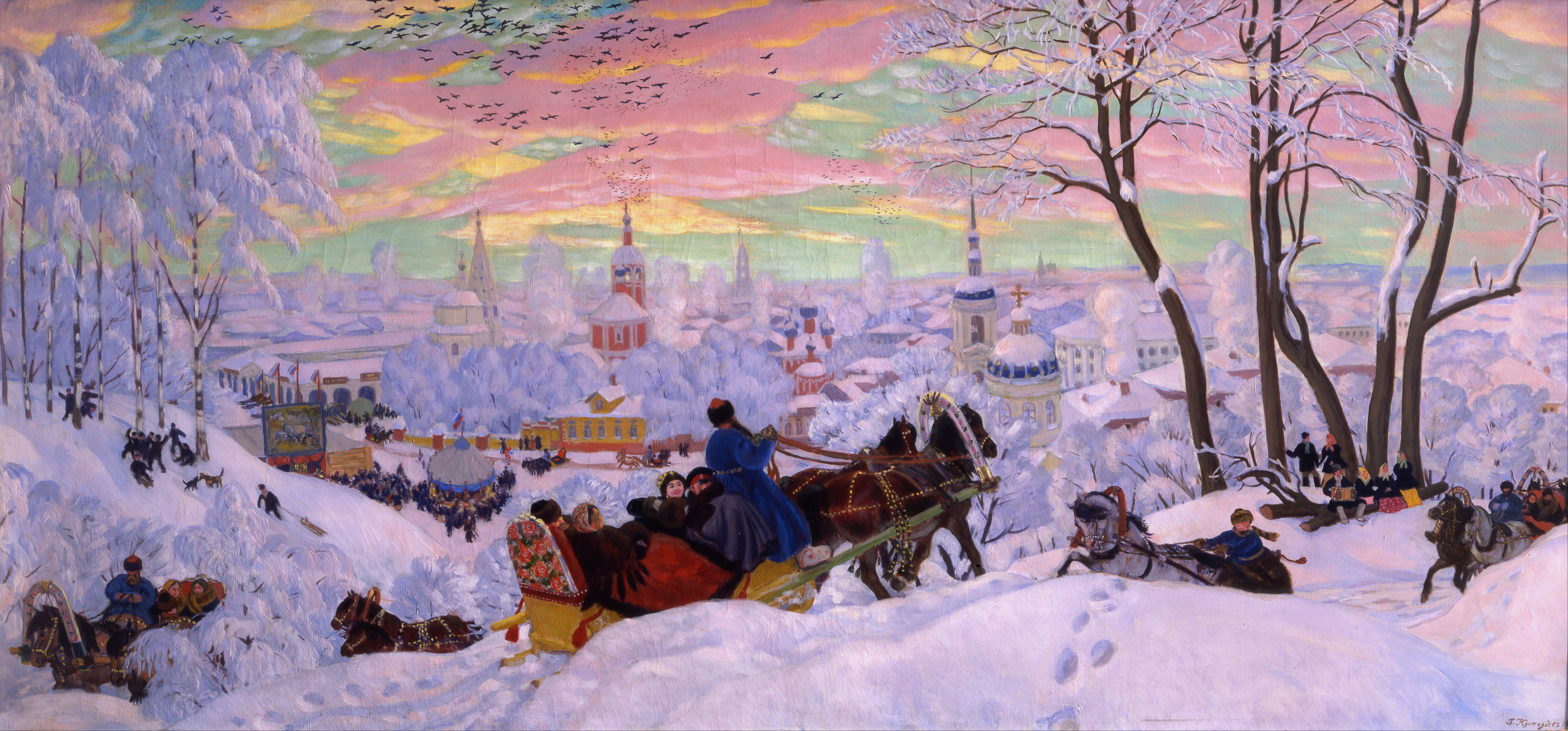
Bánh pancake thứ ba; tuần lễ bơ hoặc tuần lễ bánh crepe, (1916)

Cách mạng Nga năm 1905 đã thay đổi nền tảng xã hội, khơi dậy một phản ứng sinh động trong tâm hồn của người nghệ sĩ. Ông đã đóng góp cho tạp chí châm biếm Zhupel (Bugbear) và Adskaya Pochta (Thư địa ngục). Tại thời điểm đó, ông gặp nhóm nghệ sĩ Mir Iskusstva lần đầu tiên, một nhóm các nghệ sĩ sáng tạo của Nga. Ông gia nhập hiệp hội của họ vào năm 1910 và sau đó đã tham gia vào tất cả các triển lãm của họ.

### Thiết kế sân khấu
Ông cũng quan tâm đến thiết kế sân khấu. Ông bắt đầu làm việc tại rạp hát năm 1911, khi ông ấy thiết kế sân khấu cho vở Alexander Ostrovsky's An Ardent Heart. Nó là một thành công giúp và khiến ông muốn ông tiếp tục công việc này. Năm 1913, ông thiết kế bối cảnh và phục trang cho vở The Death of Pazukhin ở rạp hát nghệ thuật Max-cơ-va.
Năm 1923, Kustodiev tham gia hiệp hội nghệ sĩ cách mạng nghe. Ông tiếp tục vẽ, chạm khắc, minh họa sách, và thiết kế cho các nhà hát cho đến khi ông qua đời vì bệnh lao ngày 28 Tháng 5 năm 1927, tại Leningrad.

## Các tác phẩm chọn lọc

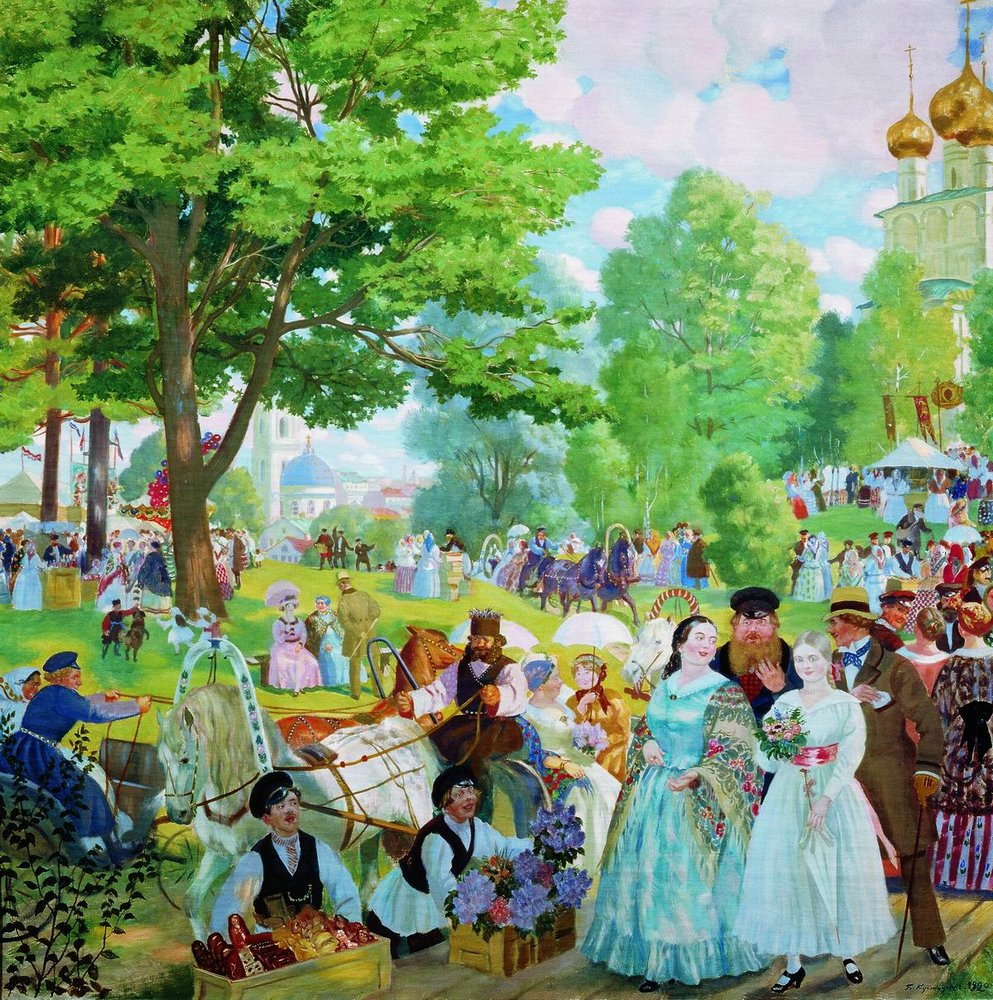
Ngày Kustodiev Trinity, 1920
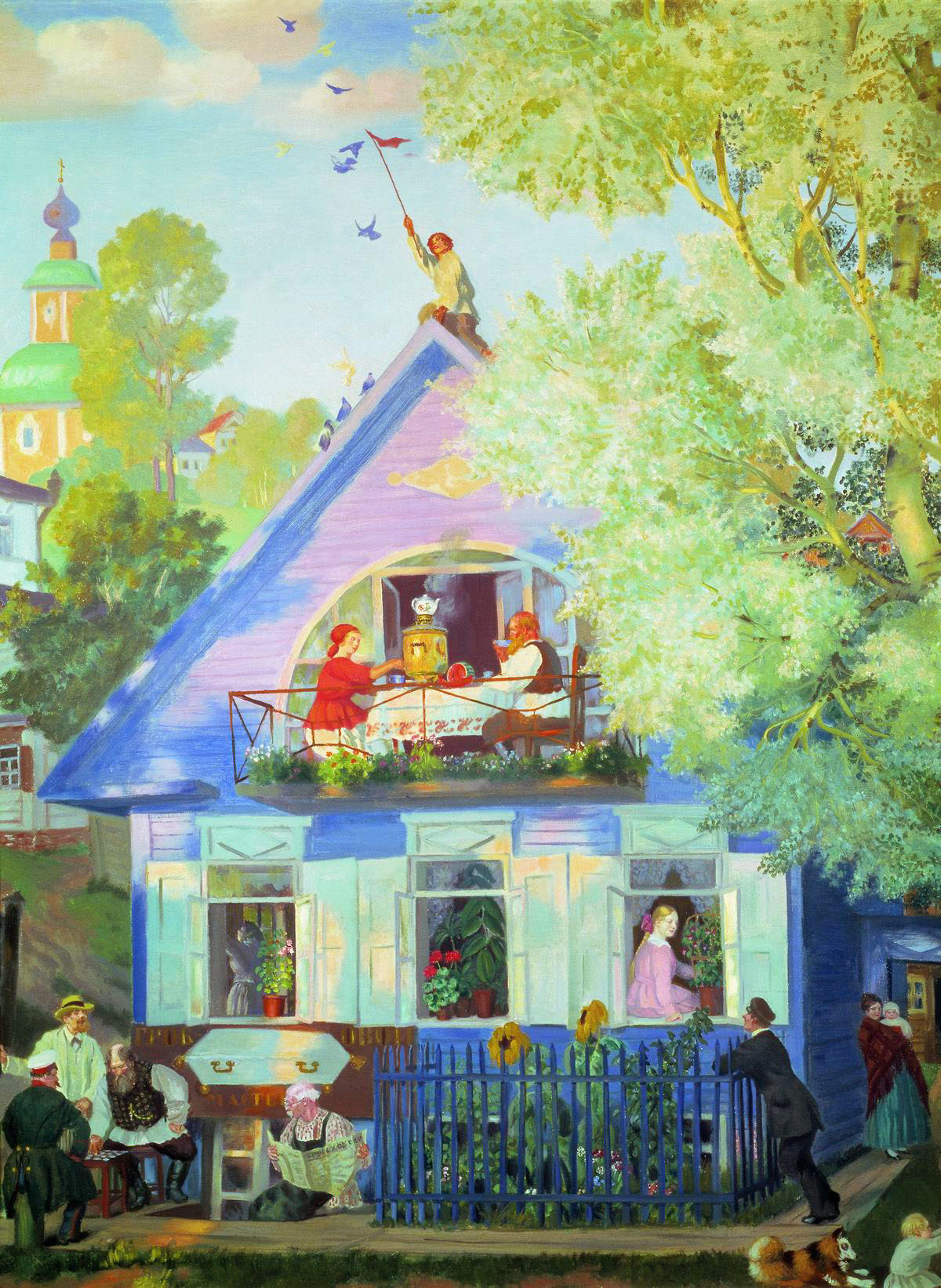
Nhà xanh (1920).
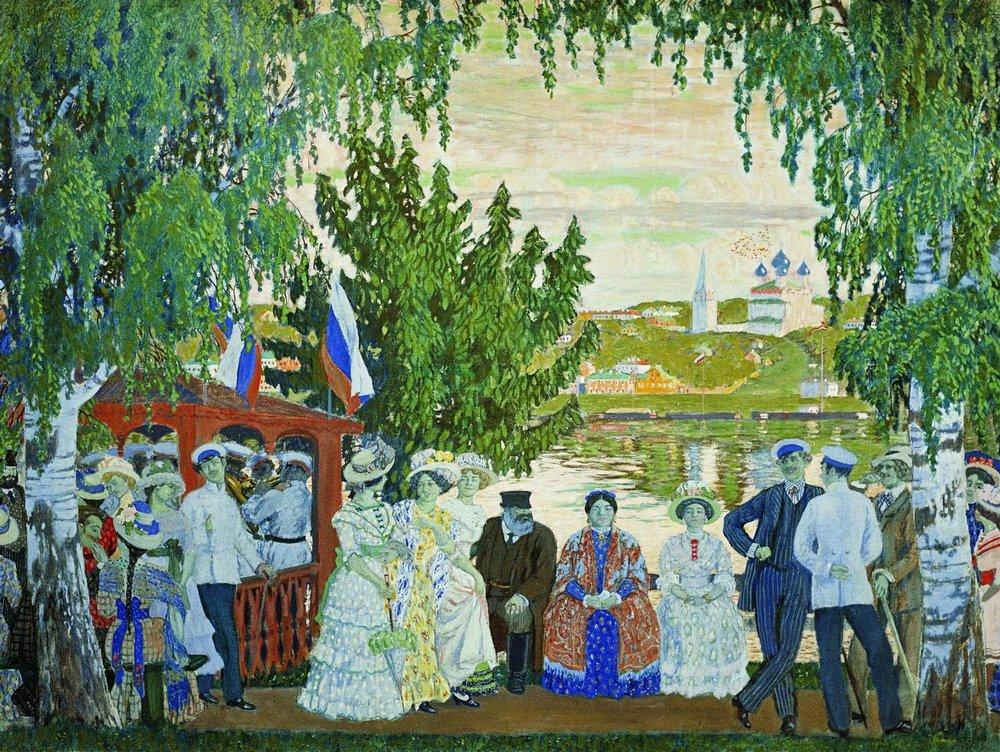
Promenade Along Volga River II (1909)
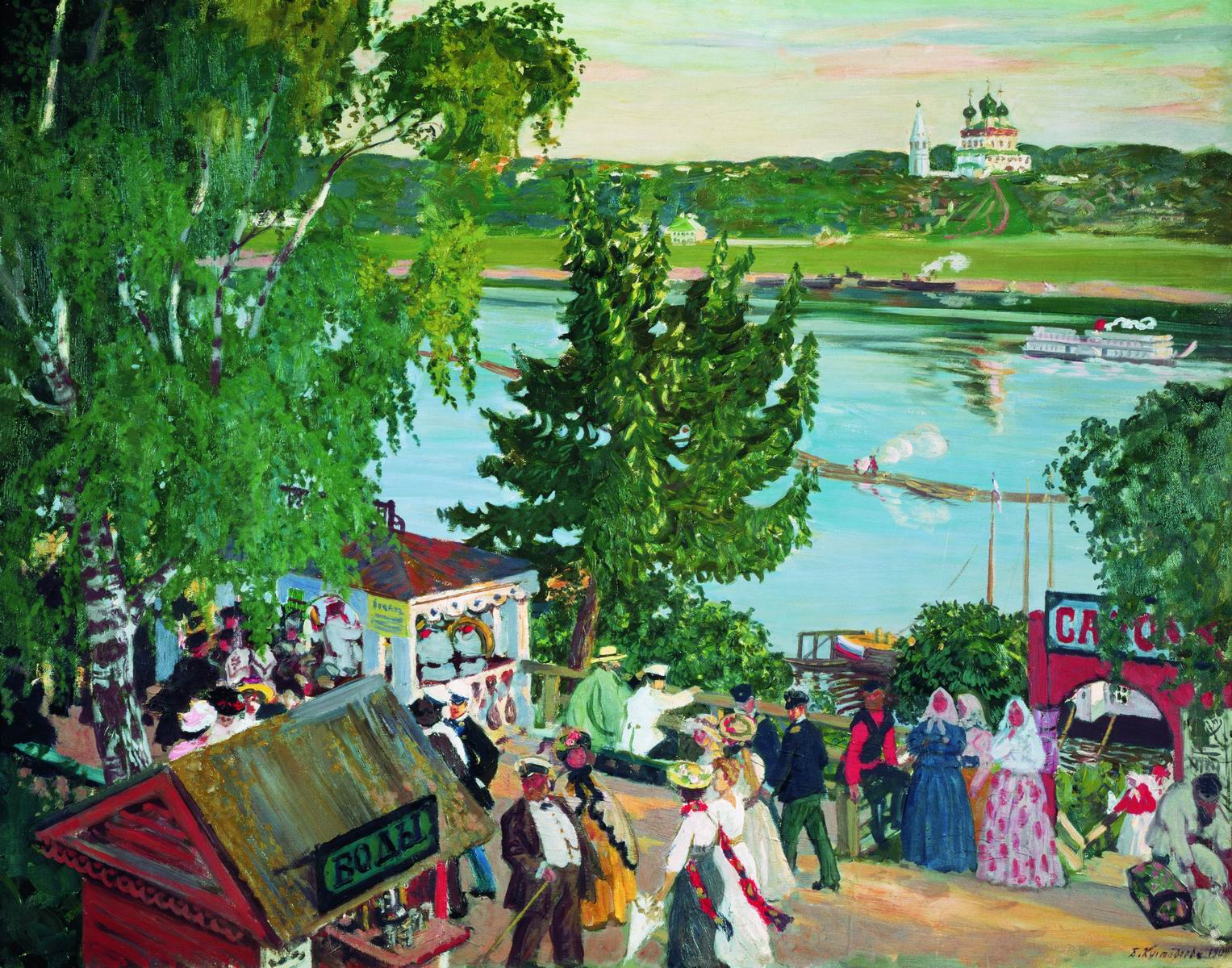
Promenade Along Volga River (1909)
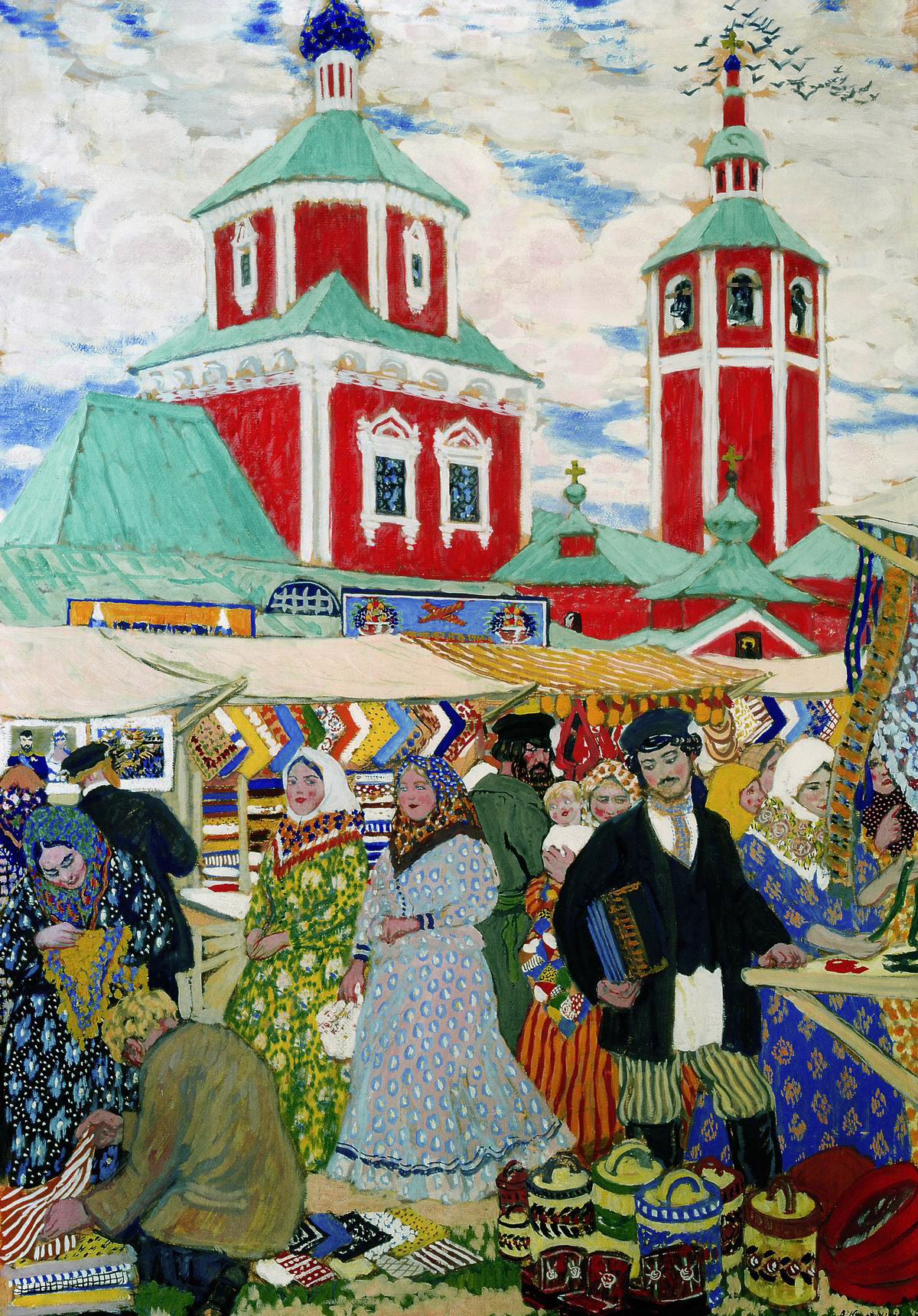
Hội chợ (1910)
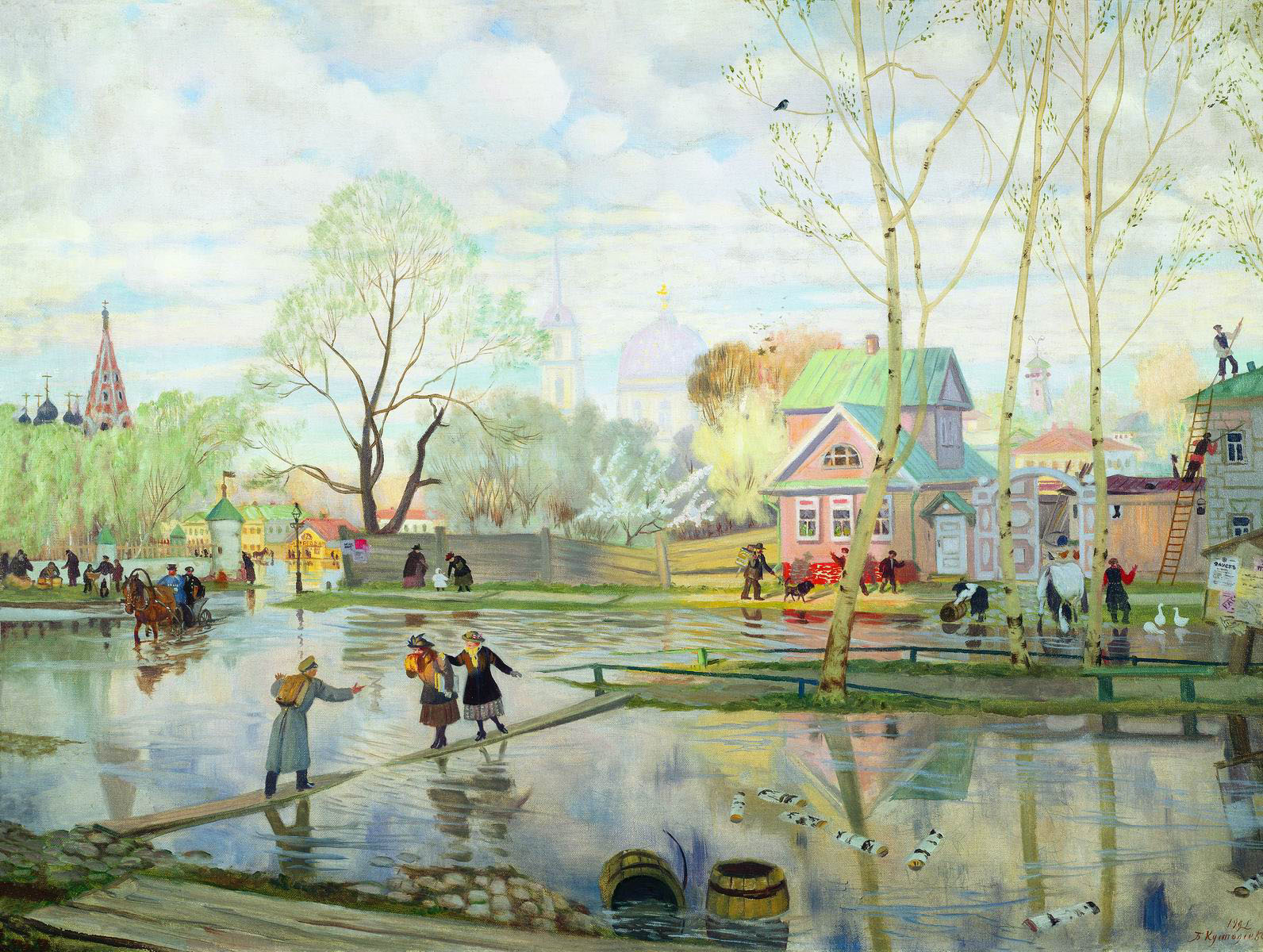
Mùa xuân
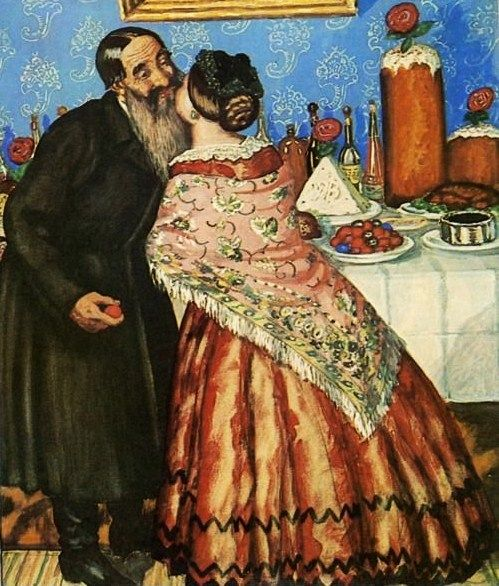
Gặp mặt lễ Phục Sinh (1912)
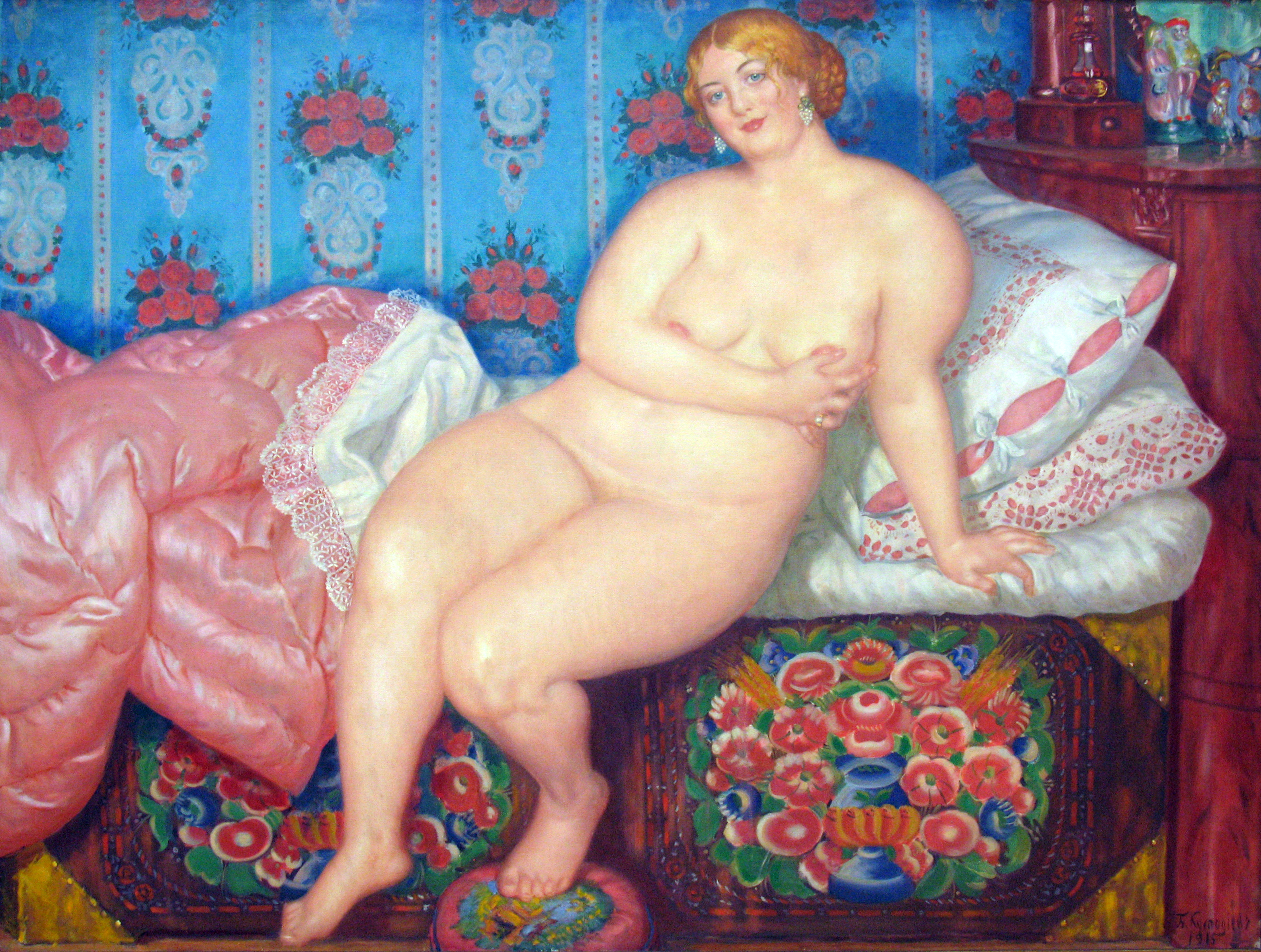
Vẻ đẹp (1915)
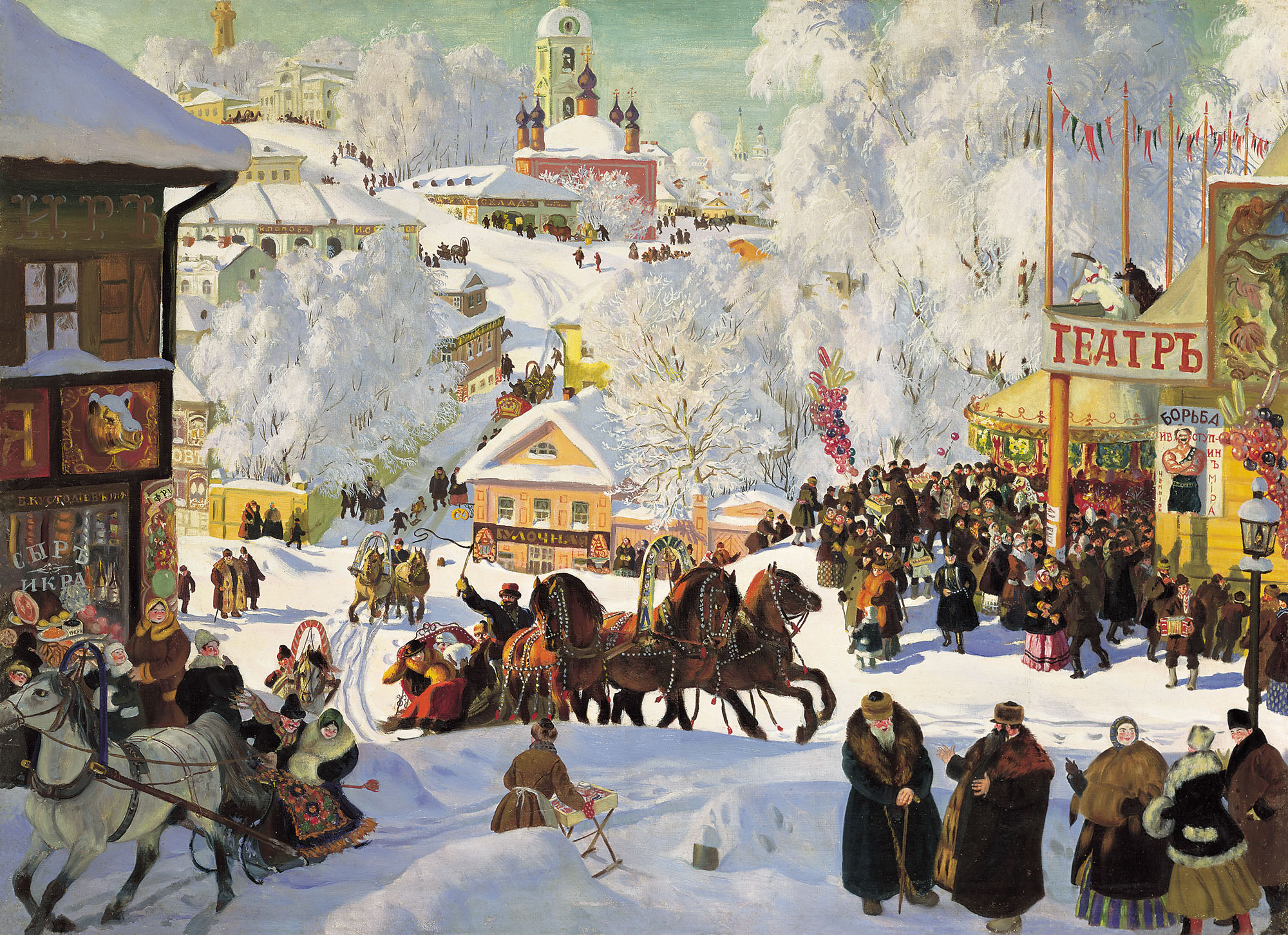
Bánh pancake thứ Ba (1919)
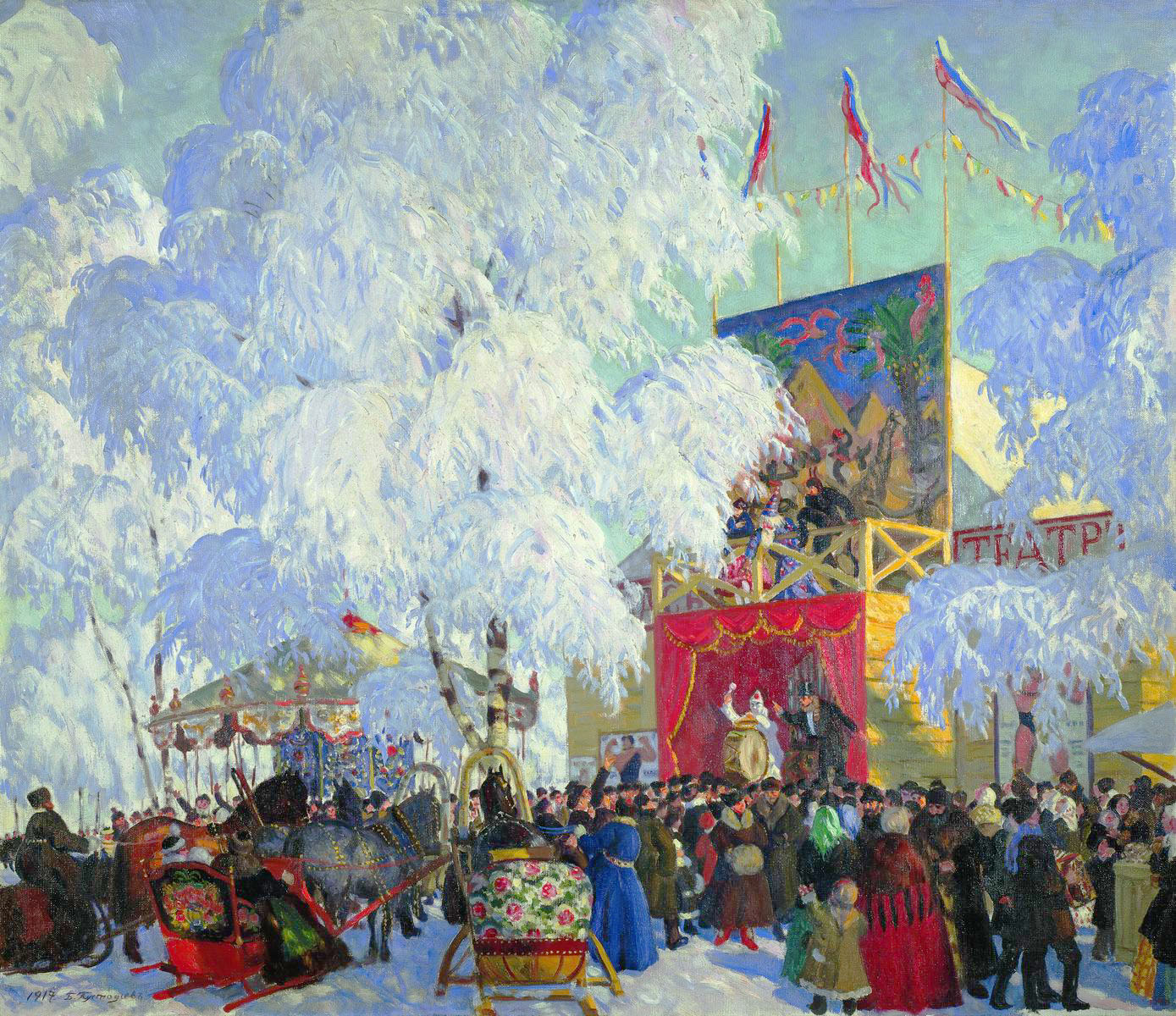
Show booths (1916–1920)
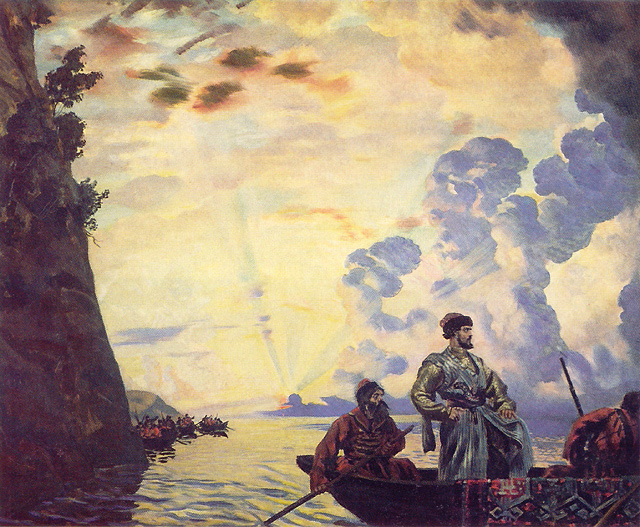
Stenka Razin (1918)
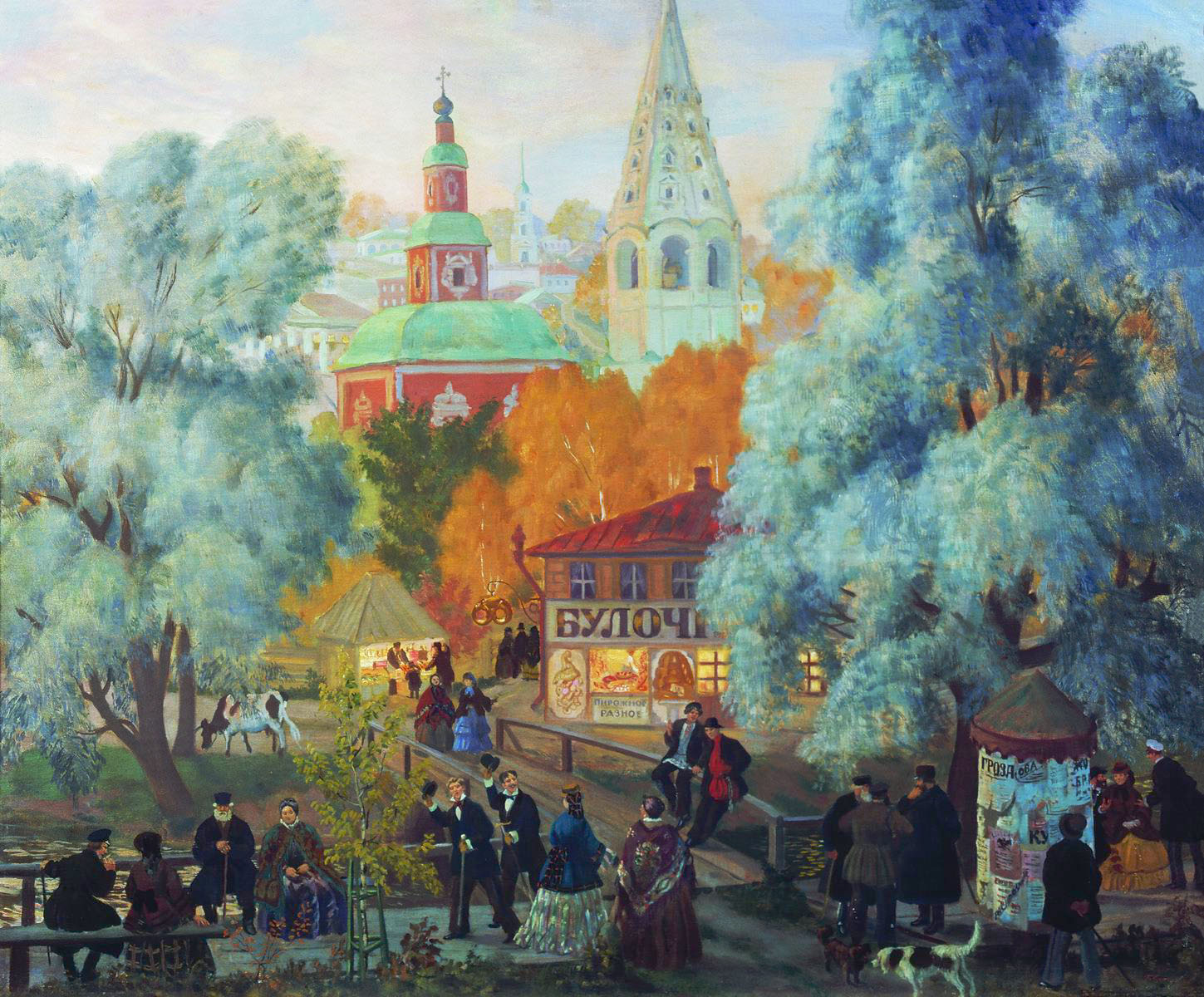
Đất nước (1919)
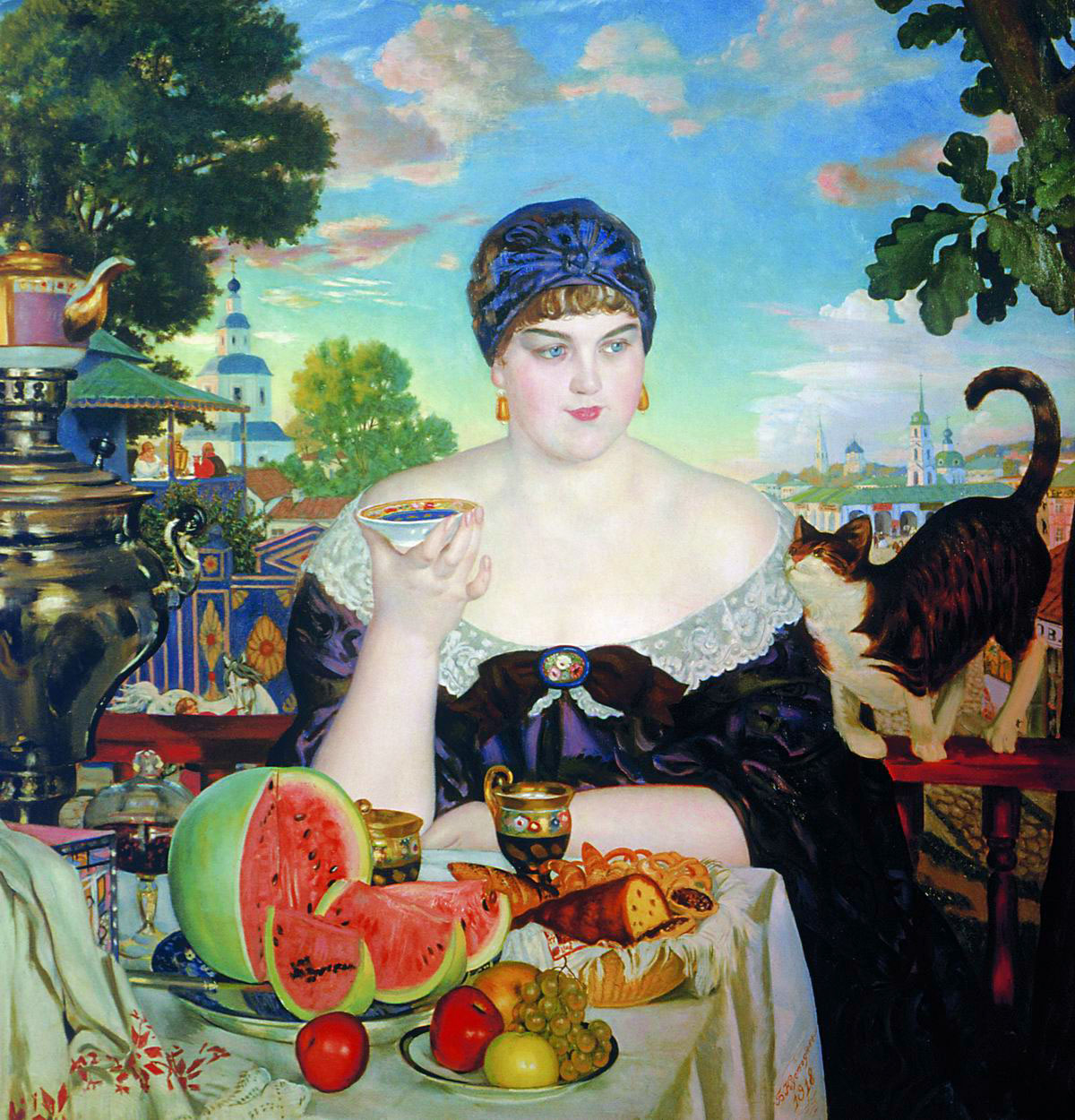
Vợ của thương gia (1918)
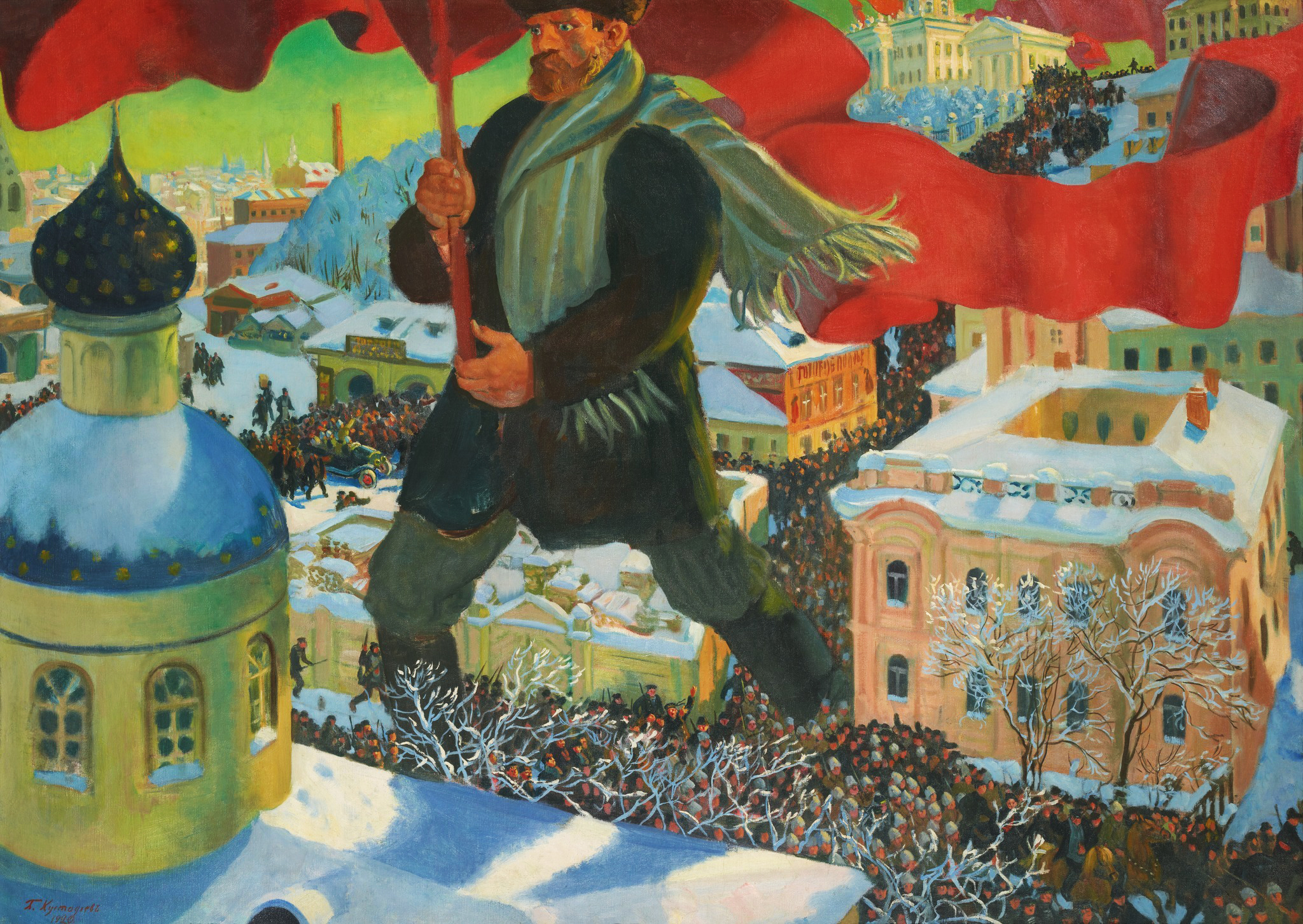
Bolshevik (1920)
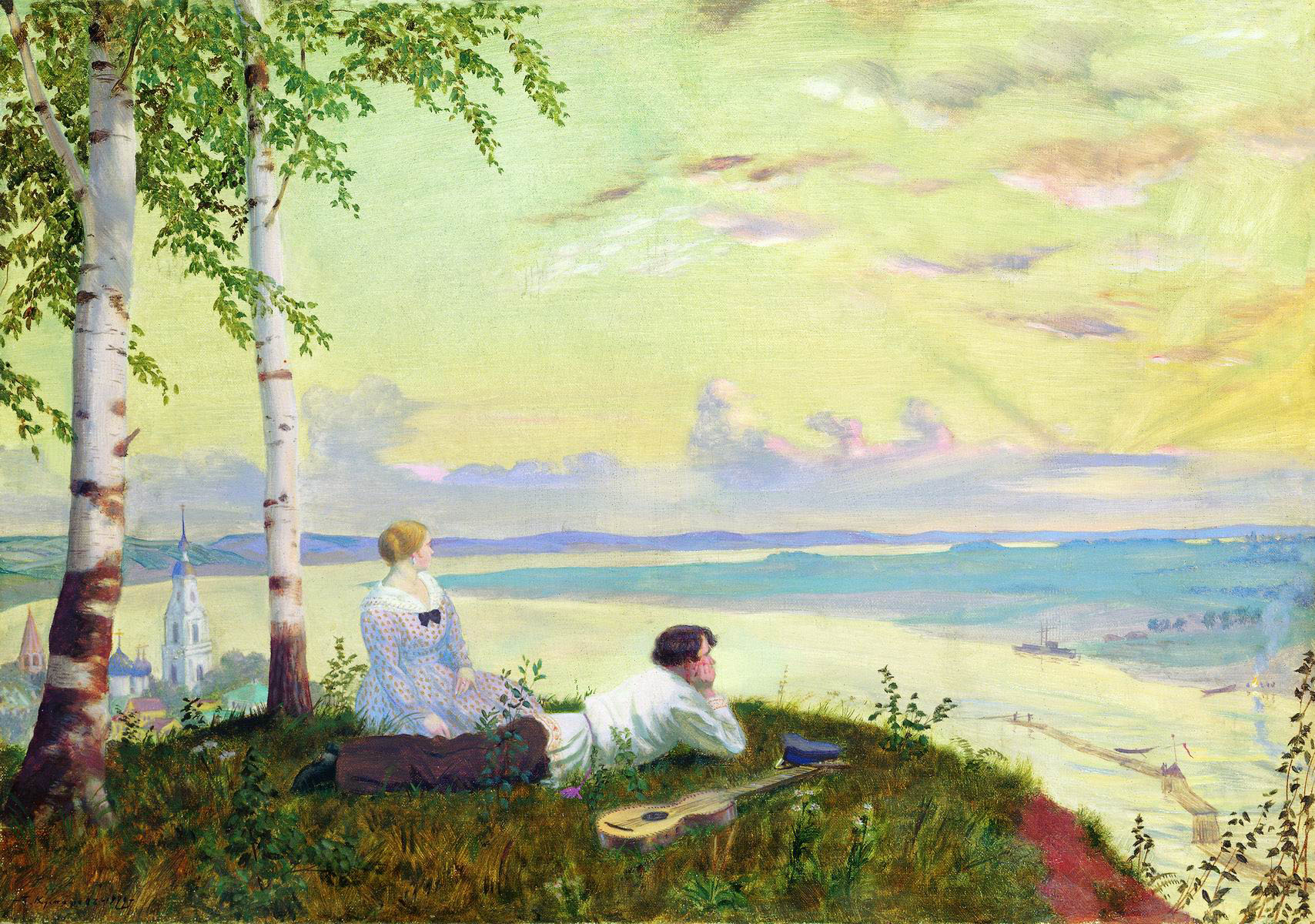
Ngắm Volga, 1922
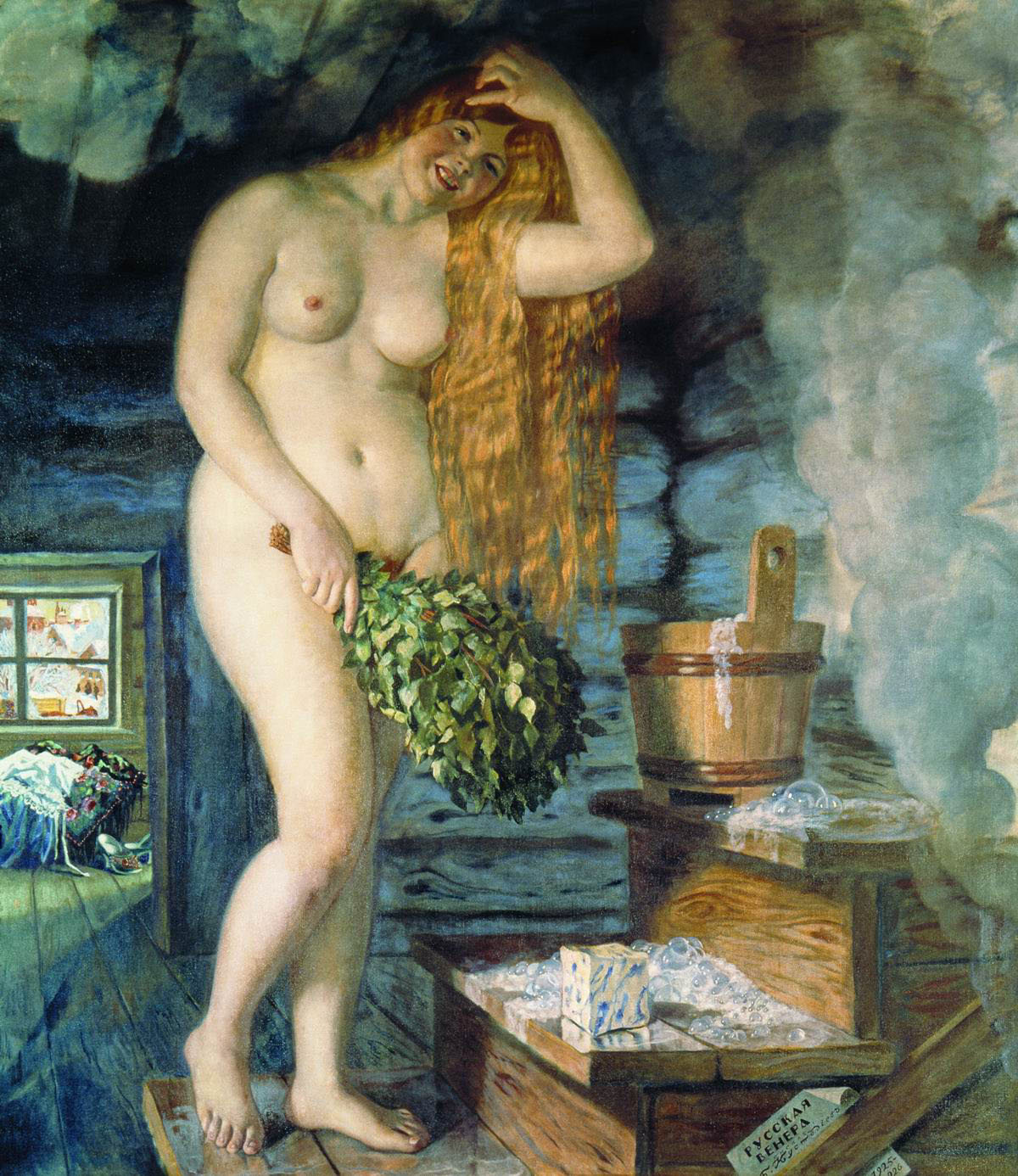
Russian Venus (1926)

Chân dung
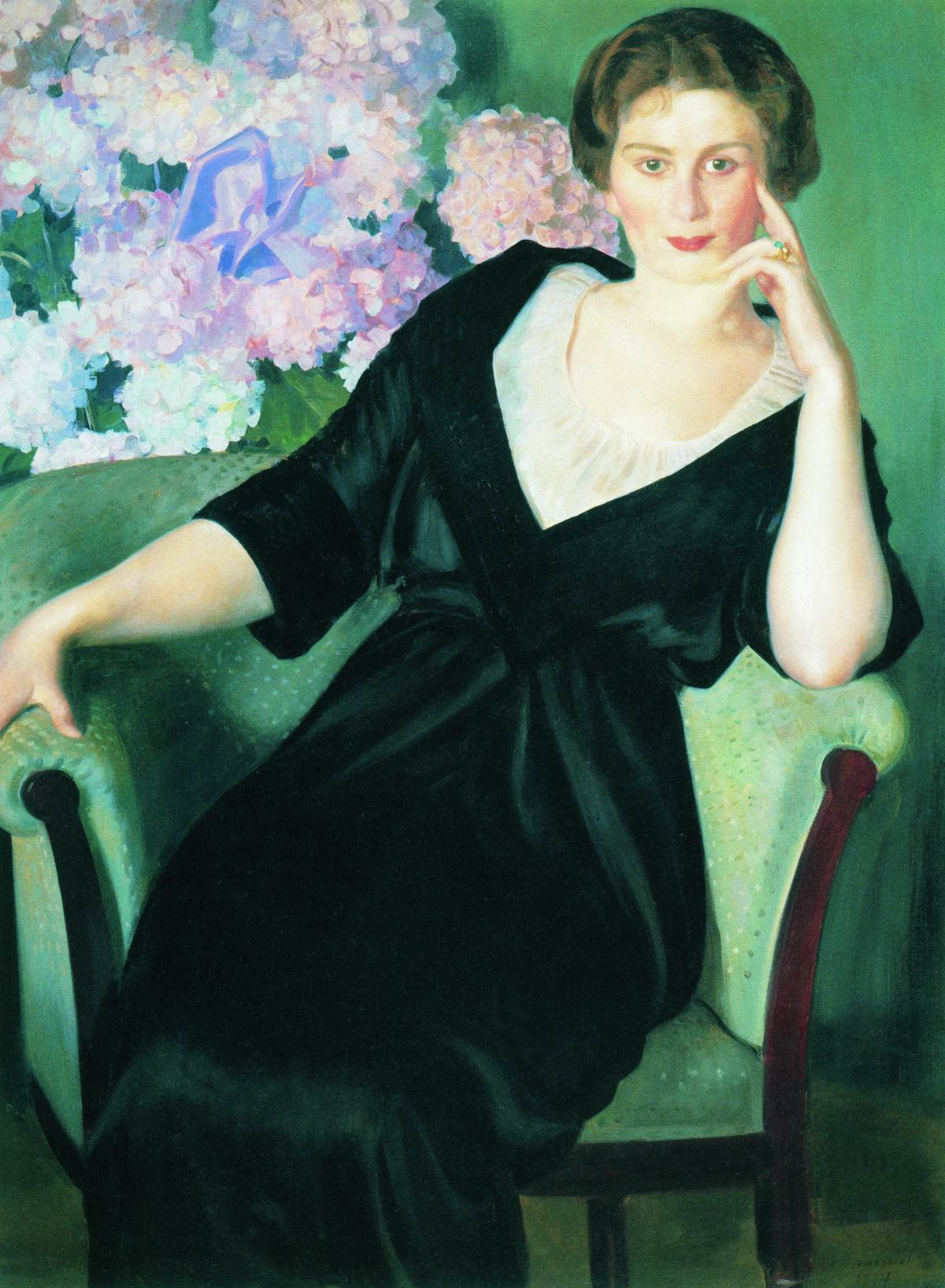
Chân dung Renee Notgaft (1914)
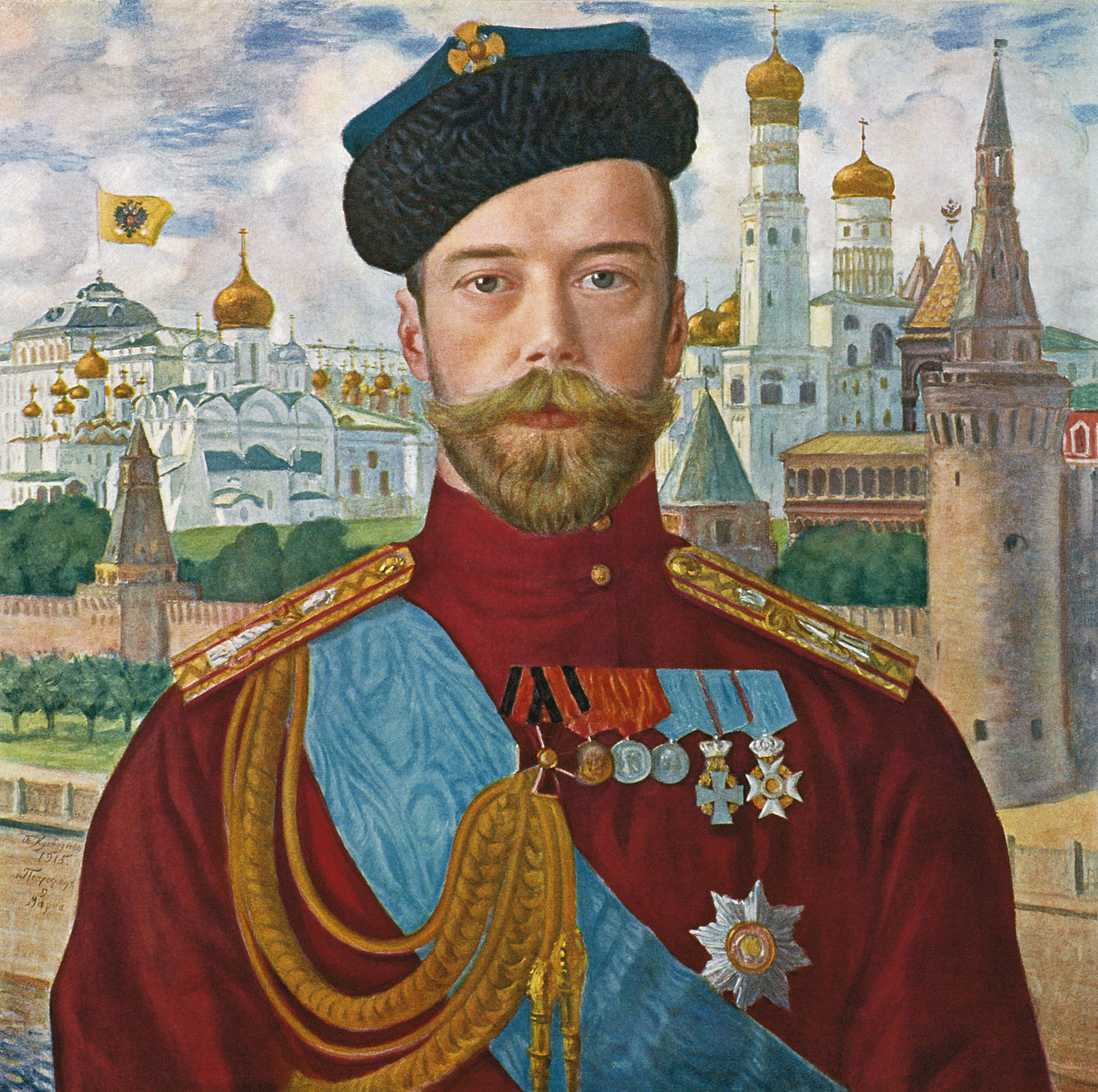
Tsar Nicholas II (1915)
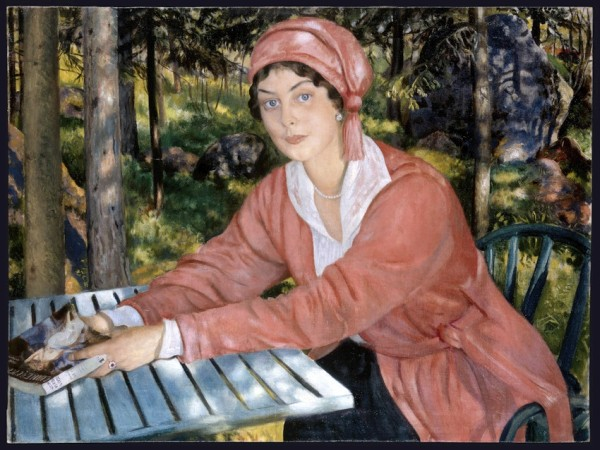
Chân dung công tước Grabowska (1917)
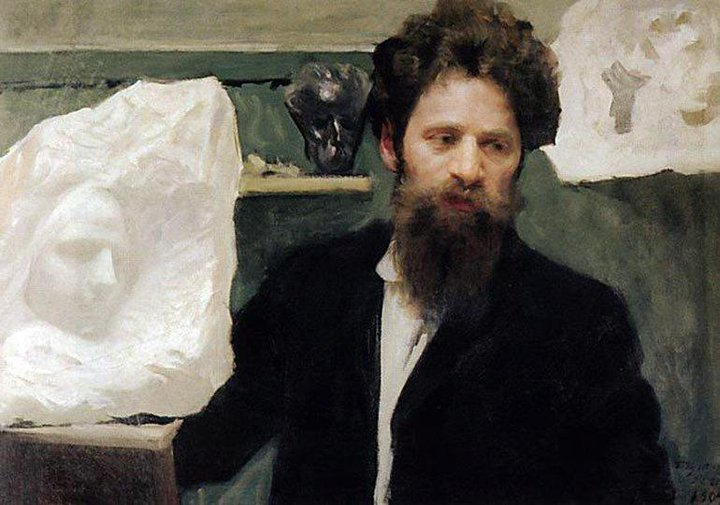
Portrait of Naoum Aronson (ca. 1910)
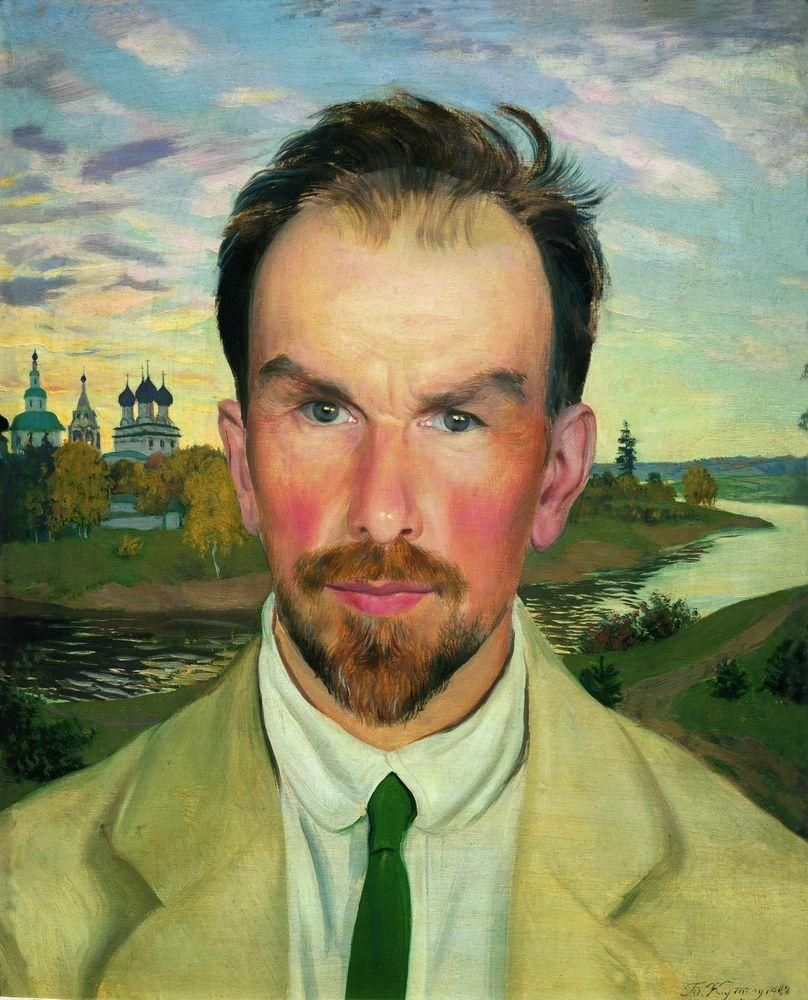
Chân dung Anisimov Alexander Ivanovich
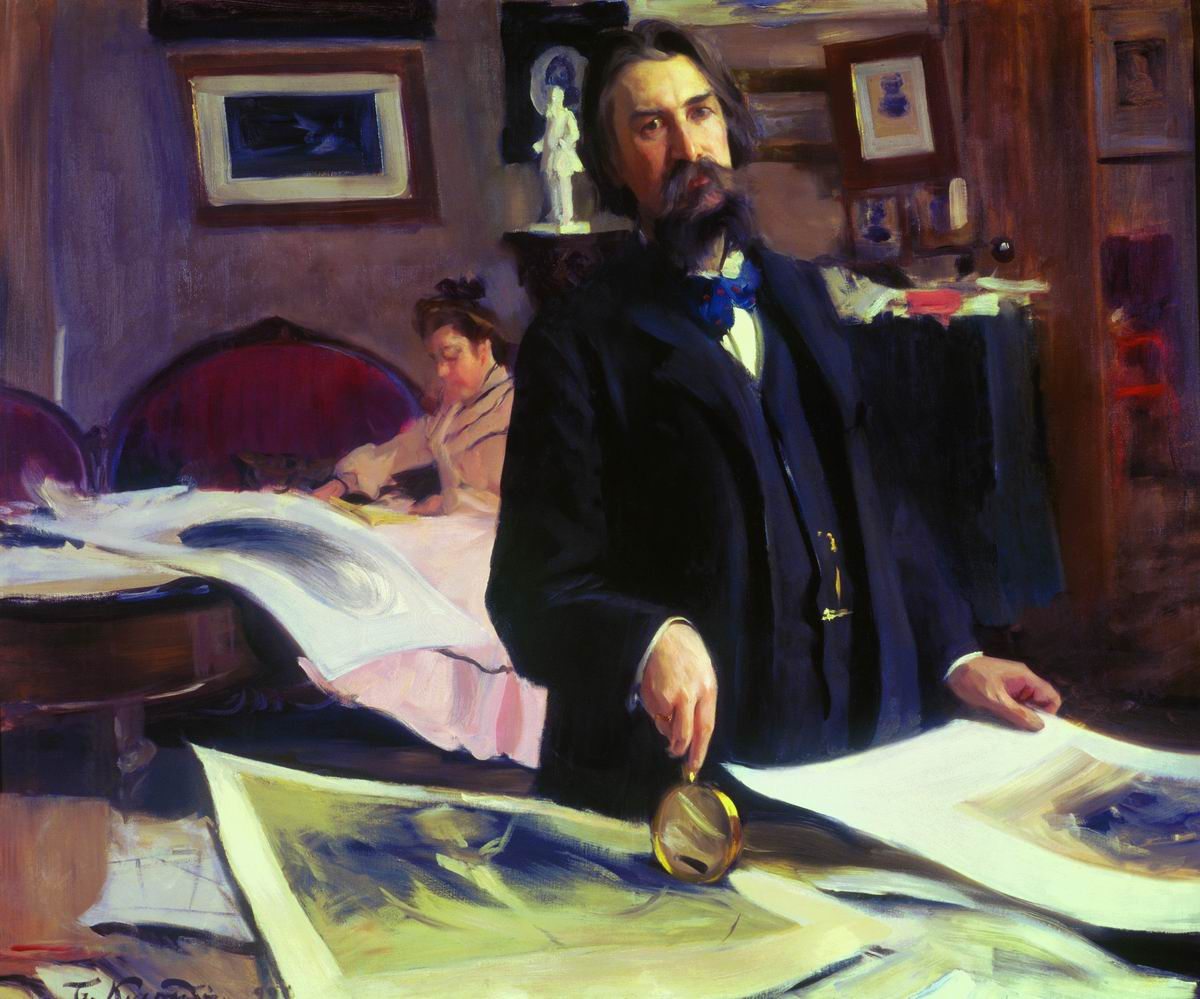
Chân dung Vasily Mate (1902)
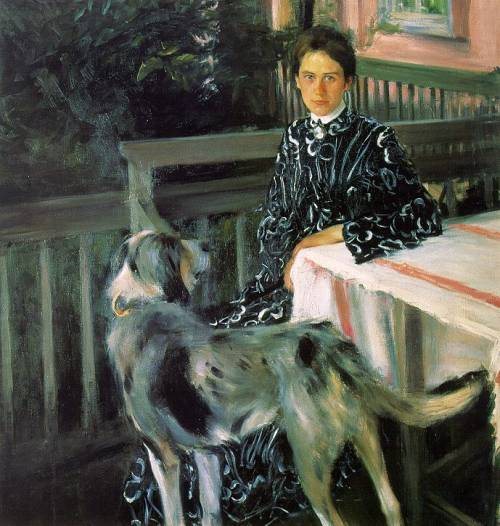
Chân dung Julia Kustodieva (vợ) (1903)
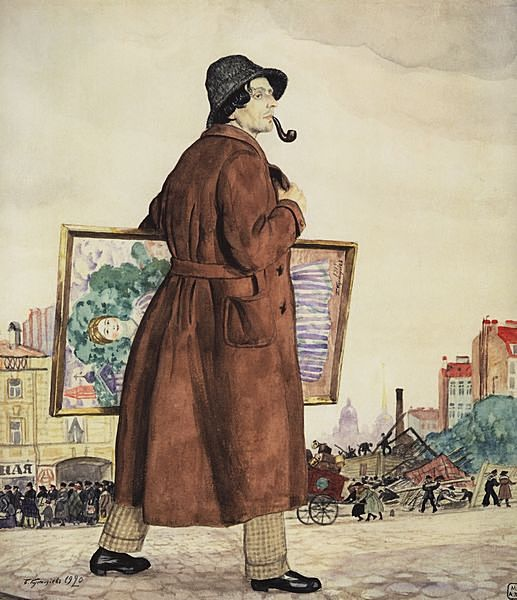
Isaak Brodsky (1920)
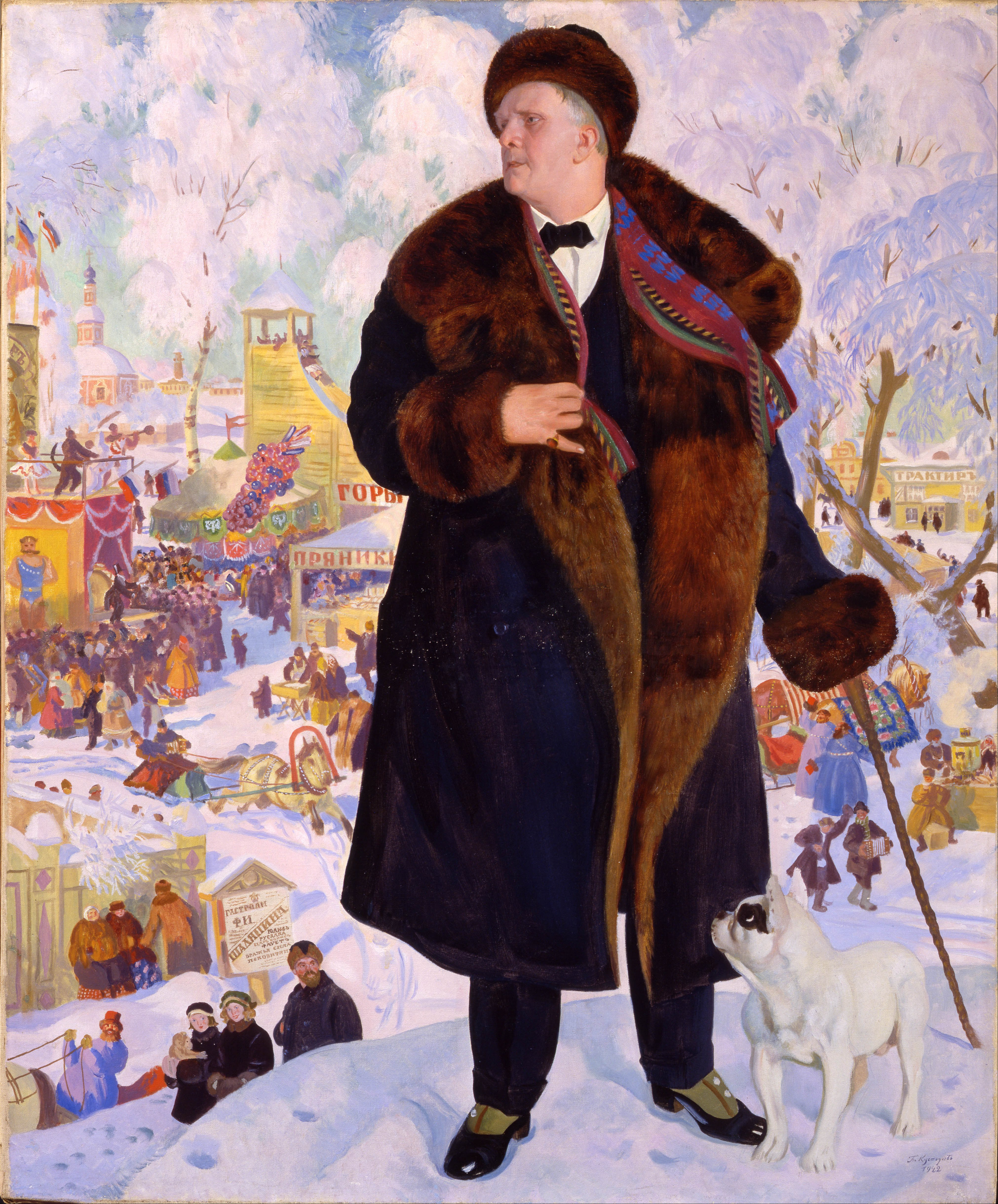
Shalyapin hoặc chân dung của Chaliapin (1922)
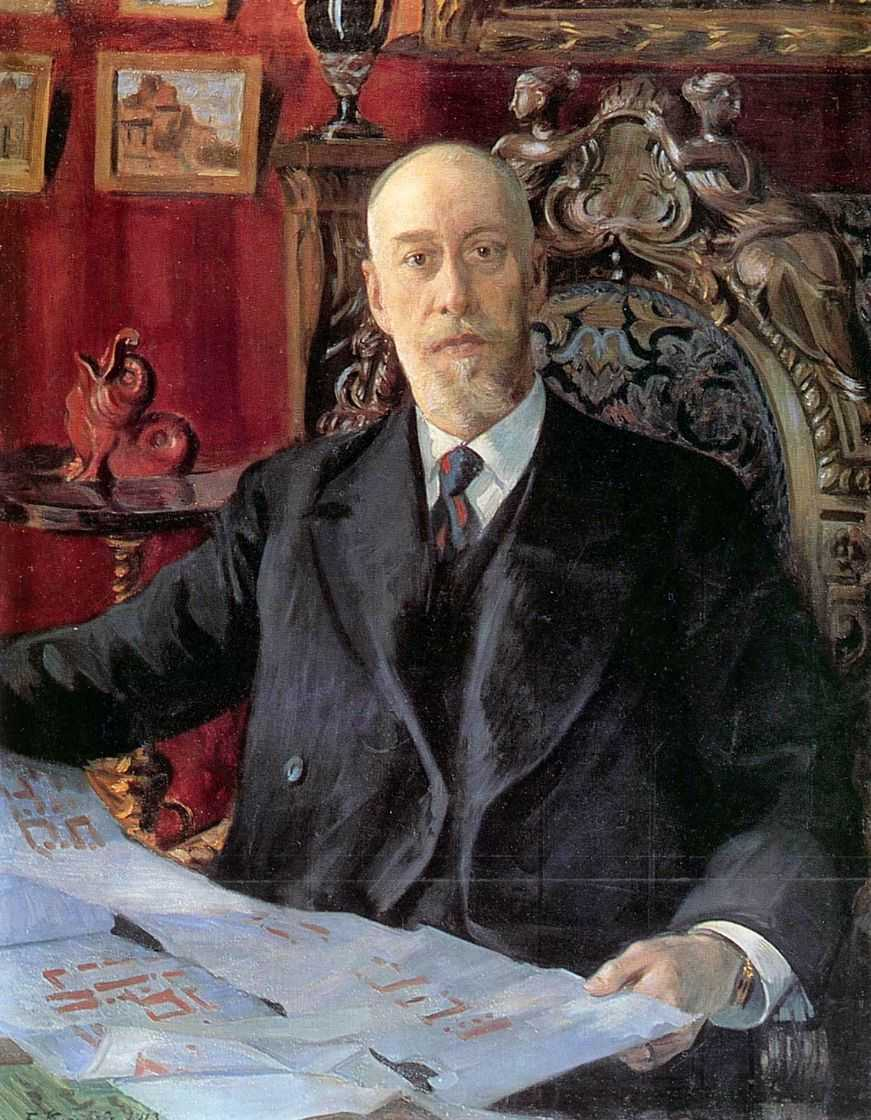
Chân dung Nikolai von Meck
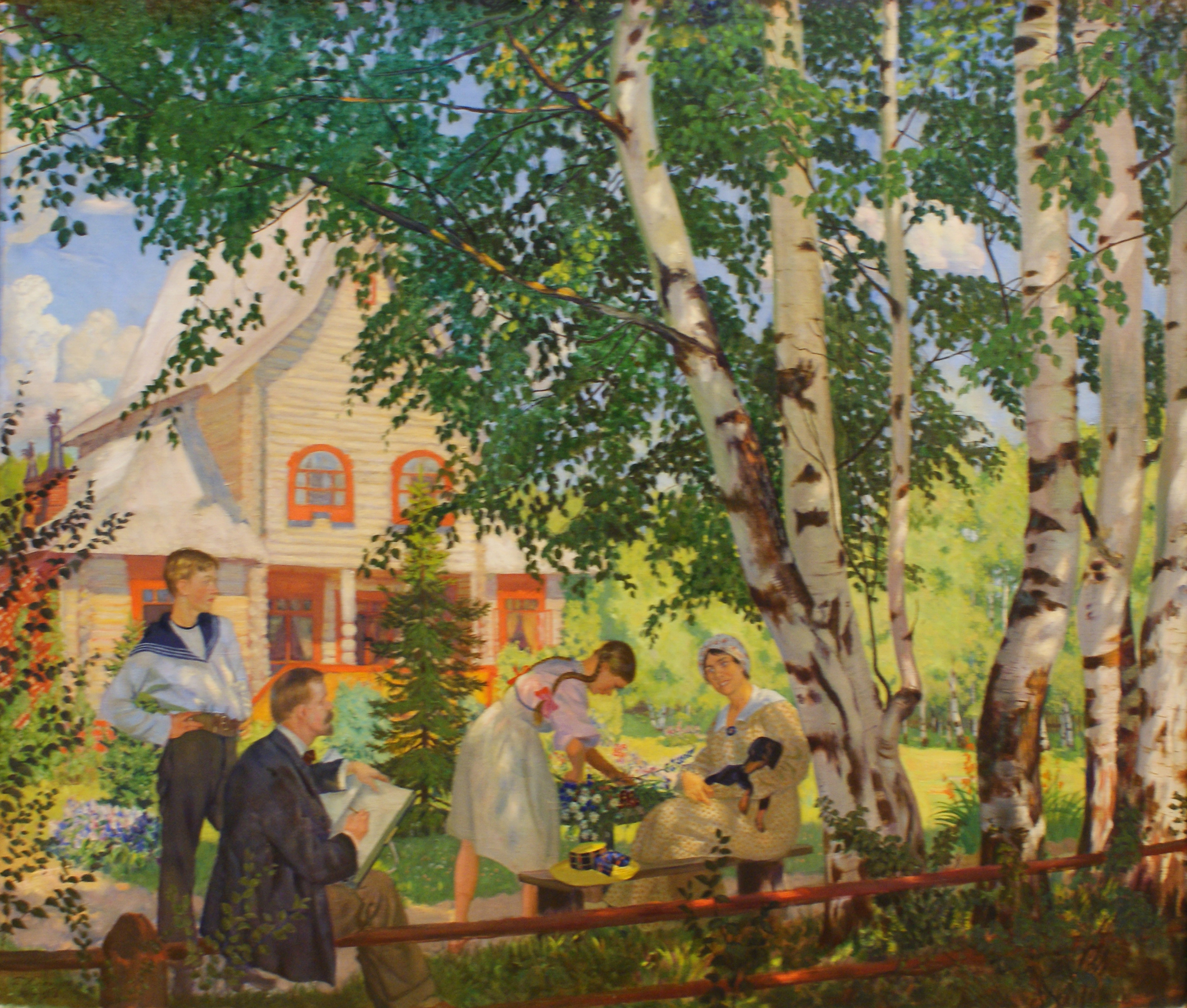
Tự hoạ
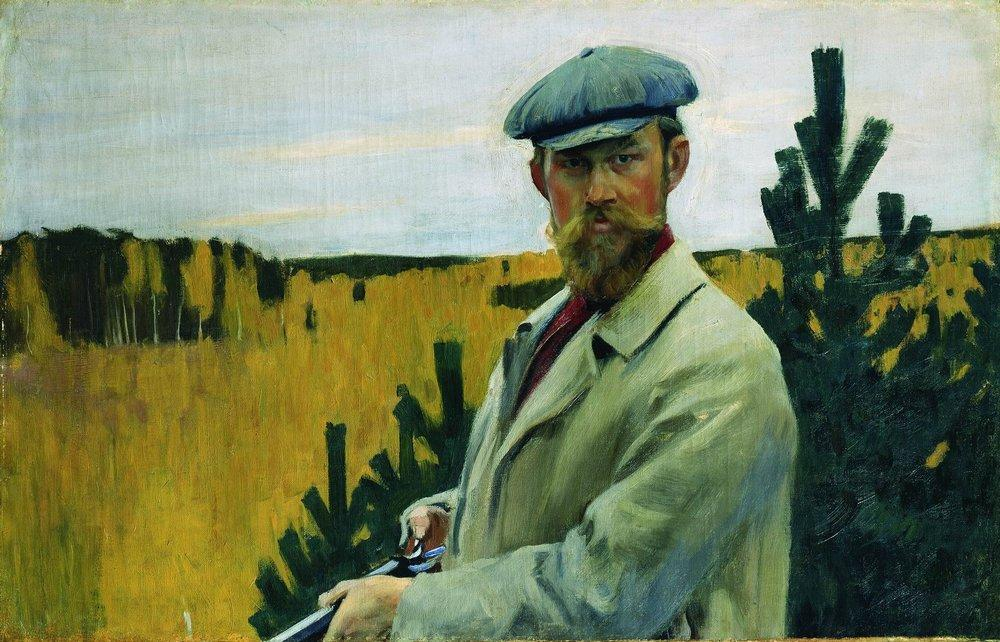
Chân dung tự hoạ
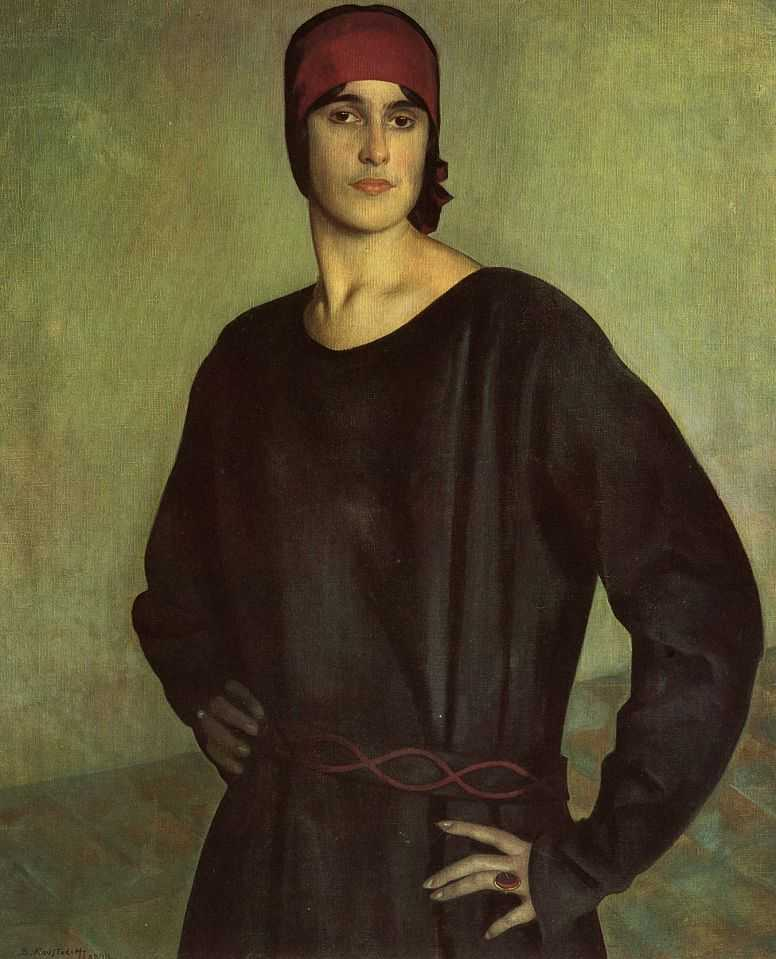
Chân dung một phụ nữ trẻ
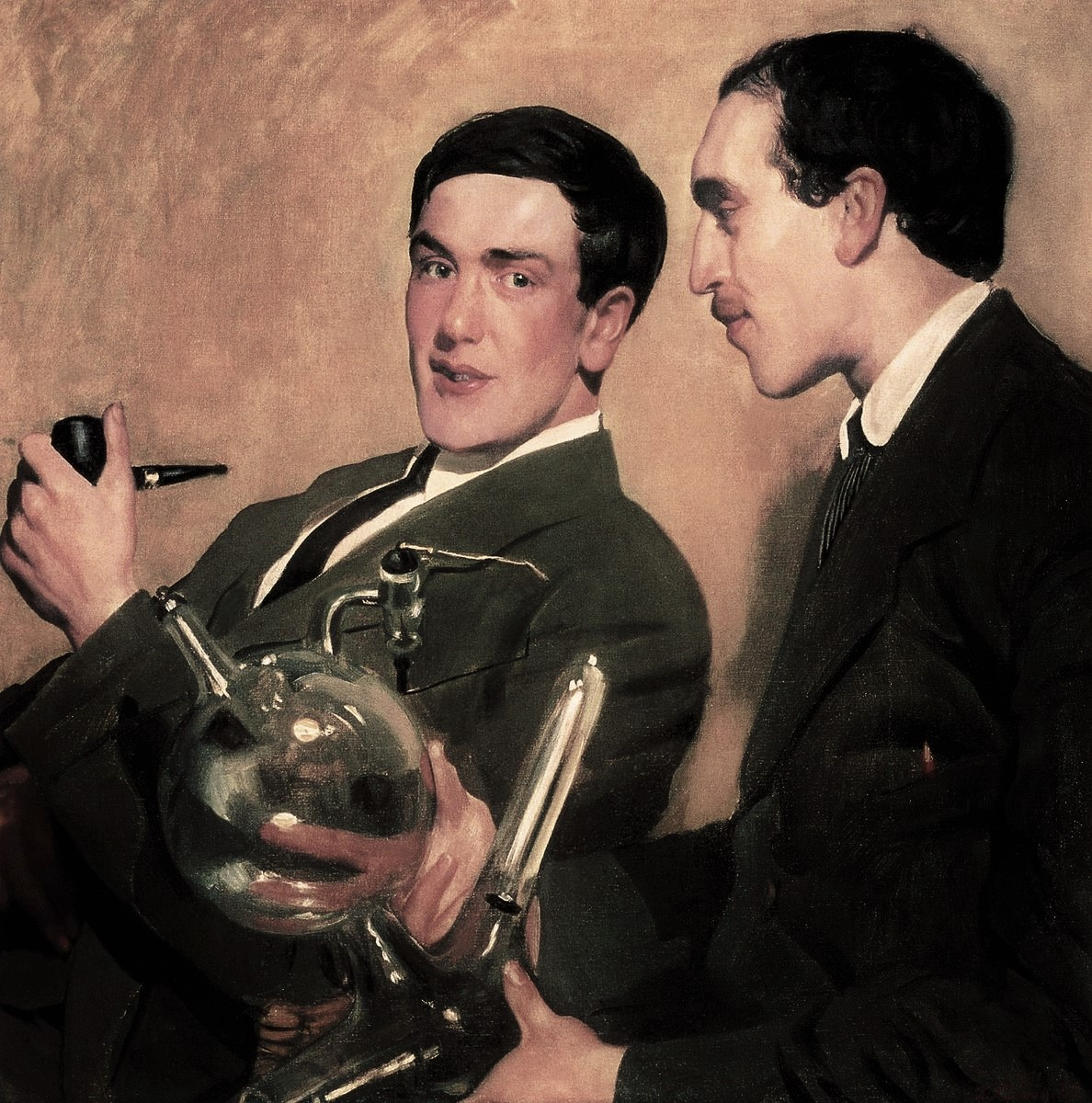
Kapitsa and Semyonov (1921)
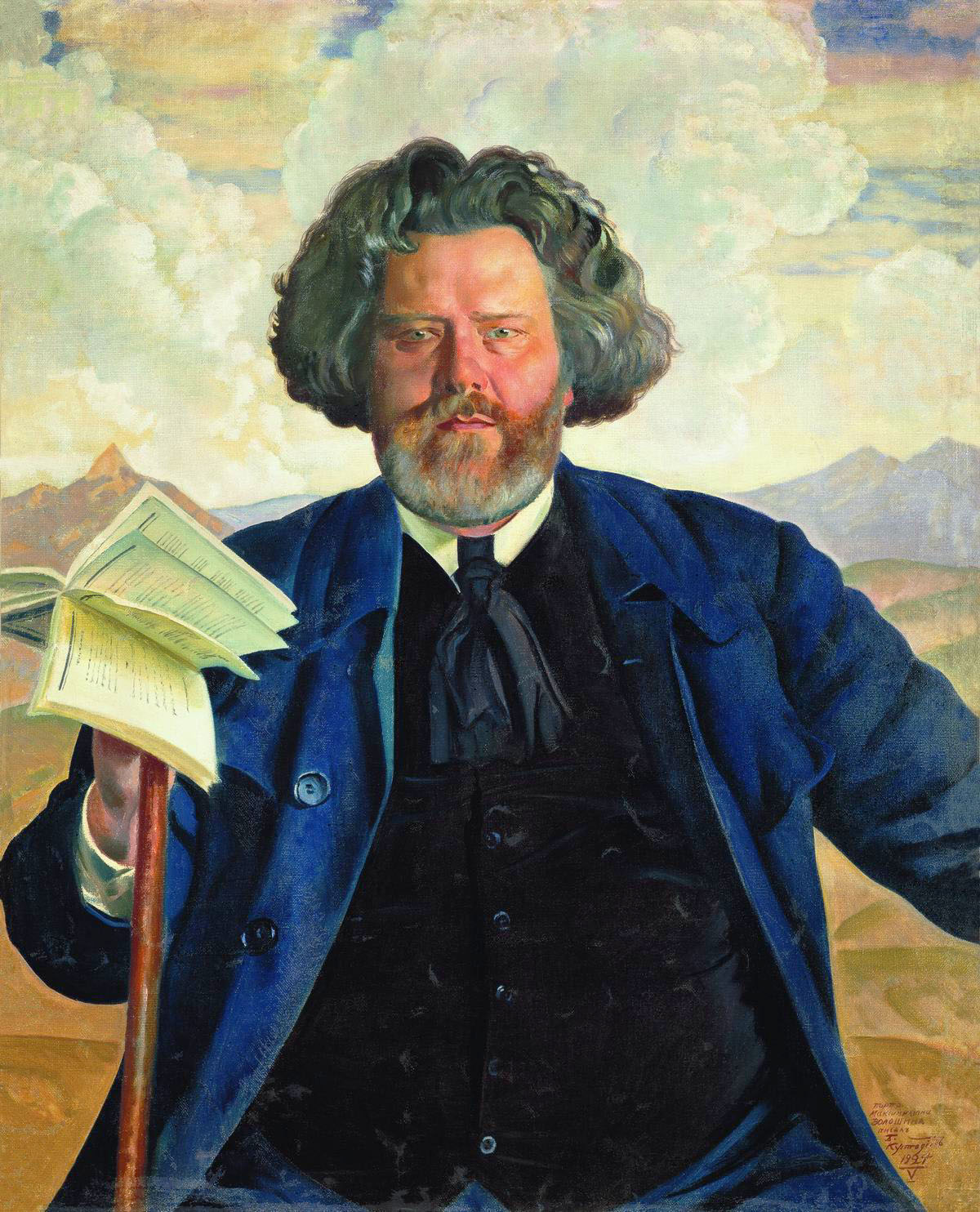
Maximilian Voloshin (1924)
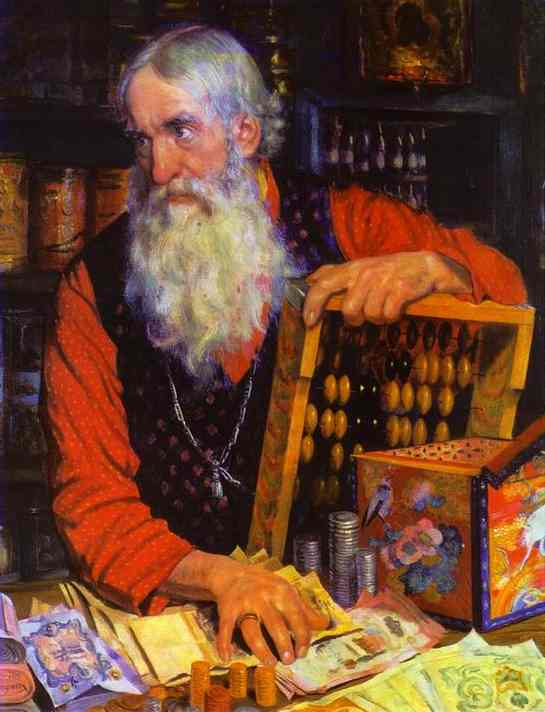
Thương gia